# 上街区
上街区（じょうがい-く）は中華人民共和国河南省鄭州市に位置する市轄区。

## 行政区画
- 街道:済源路街道、中心路街道、新安路街道、工業路街道、砿山街道
- 鎮:峡窩鎮